# High Point (Florida)
High Point ist ein census-designated place (CDP) im Hernando County im US-Bundesstaat Florida. Das U.S. Census Bureau hat bei der Volkszählung 2020 eine Einwohnerzahl von 3.873 ermittelt.

## Geographie
High Point liegt rund 10 km westlich von Brooksville sowie etwa 70 km nördlich von Tampa. Der CDP wird von der Florida State Road 50 tangiert.

## Demographische Daten
Laut der Volkszählung 2010 verteilten sich die damaligen 3686 Einwohner auf 2329 Haushalte. Die Bevölkerungsdichte lag bei 485 Einw./km². 96,7 % der Bevölkerung bezeichneten sich als Weiße, 0,6 % als Afroamerikaner, 0,3 % als Indianer und 0,5 % als Asian Americans. 0,7 % gaben die Angehörigkeit zu einer anderen Ethnie und 1,1 % zu mehreren Ethnien an. 4,1 % der Bevölkerung bestand aus Hispanics oder Latinos.
Im Jahr 2010 lebten in 11,9 % aller Haushalte Kinder unter 18 Jahren sowie 63,6 % aller Haushalte Personen mit mindestens 65 Jahren. 58,5 % der Haushalte waren Familienhaushalte (bestehend aus verheirateten Paaren mit oder ohne Nachkommen bzw. einem Elternteil mit Nachkomme). Die durchschnittliche Größe eines Haushalts lag bei 1,97 Personen und die durchschnittliche Familiengröße bei 2,45 Personen.
11,3 % der Bevölkerung waren jünger als 20 Jahre, 10,5 % waren 20 bis 39 Jahre alt, 21,6 % waren 40 bis 59 Jahre alt und 55,6 % waren mindestens 60 Jahre alt. Das mittlere Alter betrug 64 Jahre. 46,7 % der Bevölkerung waren männlich und 53,3 % weiblich.
Das durchschnittliche Jahreseinkommen lag bei 30.274 $, dabei lebten 17,6 % der Bevölkerung unter der Armutsgrenze.
Im Jahr 2000 war Englisch die Muttersprache von 96,80 % der Bevölkerung, und 3,20 % hatten eine andere Muttersprache.